# اوبروانگ
اوبروانگ (به آلمانی: Oberwang) یک منطقهٔ مسکونی در اتریش است که در ناحیه وکلابروک واقع شده‌است. اوبروانگ ۳۹ کیلومتر مربع مساحت دارد ۵۷۳ متر بالاتر از سطح دریا واقع شده‌است.